# Bannay, Marne

Bannay este o comună în departamentul Marne, Franța. În 2009 avea o populație de 20 de locuitori.